# Llei de Gauss per a la gravetat
En física, la llei de Gauss per a la gravetat, també coneguda com el teorema de flux de Gauss per a la gravetat, és una llei de la física equivalent a la llei de la gravitació universal de Newton. Porta el nom de Carl Friedrich Gauss. Afirma que el flux (integral de superfície) del camp gravitatori sobre qualsevol superfície tancada és proporcional a la massa que hi ha al seu interior. Sovint és més convenient treballar a partir de la llei de Gauss per a la gravetat en comptes de la llei de Newton.
La forma de la llei de Gauss per a la gravetat és matemàticament similar a la llei de Gauss per a l'electroestàtica, una de les equacions de Maxwell. La llei de Gauss per a la gravetat té la mateixa relació matemàtica amb la llei de Newton que la llei de Gauss per a l'electroestàtica té la llei de Coulomb. Això es deu al fet que tant la llei de Newton com la llei de Coulomb descriuen la interacció del quadrat invers en un espai tridimensional.

## Declaració qualitativa de la llei
El camp gravitatori g (també anomenat acceleració gravitatòria) és un camp vectorial: un vector en cada punt de l'espai (i del temps). Es defineix de manera que la força gravitatòria experimentada per una partícula és igual a la massa de la partícula multiplicada pel camp gravitatori en aquest punt.
El flux gravitatori és una integral superficial del camp gravitatori sobre una superfície tancada, de manera anàloga a com el flux magnètic és una integral de superfície del camp magnètic.
La llei de Gauss per a la gravetat diu:
El flux gravitatori a través de qualsevol superfície tancada és proporcional a la massa que hi queda tancada.

## Forma integral
La forma integral de la llei de Gauss per a la gravetat diu:
{\displaystyle \iint _{\partial V}\mathbf {g} \cdot d\mathbf {A} =-4\pi GM}
El costat esquerre d'aquesta equació és el flux del camp gravitatori. Cal tenir en compte que segons la llei sempre és negatiu (o zero), i mai positiu. Això es pot contrastar amb la llei de Gauss per a l'electricitat, on el flux pot ser positiu o negatiu. La diferència és que la càrrega pot ser positiva o negativa, mentre que la massa només pot ser positiva.

## Forma diferencial
La forma diferencial de la llei de Gauss per als estats de gravetat s'expressa com
| {\displaystyle \nabla \cdot \mathbf {g} =-4\pi G\rho ,} |
on {\displaystyle \nabla \cdot } denota la divergència, G és la constant gravitatòria universal i ρ és la densitat de massa en cada punt.

### Relació amb la forma integral
Les dues formes de la llei de Gauss per a la gravetat són matemàticament equivalents. El teorema de la divergència diu:{\displaystyle \oint _{\partial V}\mathbf {g} \cdot d\mathbf {A} =\int _{V}\nabla \cdot \mathbf {g} \,dV}on V és una regió tancada limitada per una superfície orientada tancada simple ∂ V i dV és una peça infinitesimal del volum V (vegeu integral de volum per a més detalls). El camp gravitatori g ha de ser un camp vectorial contínuament diferenciable definit en un veïnatge de V.